# Le Roi du curling
Pour plus de détails, voir Fiche technique et Distribution.
Le Roi du curling (Kong Curling) est une comédie norvégienne réalisée par Ole Endresen sortie en 2011.

## Synopsis
Champion de curling, Truls Paulsen est un obsessionnel compulsif. Dévoré par ses angoisses, il est contraint d'arrêter de jouer et de faire un séjour dans une clinique psychiatrique. Mais peu après sa sortie, alors qu'il est placé sous tutelle de son épouse, il apprend que Gordon, son entraîneur et mentor, est atteint d'un cancer du poumon et que seule une greffe peut le sauver. En parallèle, un fan de curling, qui ne supporte pas le déclin de notoriété de son sport favori, vient de gagner une grosse somme à la loterie et promet de l'offrir à l'équipe qui gagnera le prochain championnat national. Truls y voit une occasion : reformer l'équipe et gagner le championnat, pour financer la greffe de Gordon dans une clinique privée étrangère...

## Fiche technique
- Titre : Le Roi du curling
- Titre original : Kong Curling
- Réalisation : Ole Endresen
- Scénario : Atle Antonsen et Ole Endresen
- Musique : Stein Johan Grieg Halvorsen et Eyvind Andreas Skeie
- Photographie : Askild Edvardsen
- Montage : Per-Erik Eriksen
- Direction artistique : Andrea Eckerbom
- Production : Håkon Øverås
  - Production exécutive : Lars Andreas Hellebust
  - Post-production : Linn Kirkenær
- Sociétés de production : 4 1/2 Film
- Sociétés de distribution : Euforia Film et KMBO
- Pays d'origine :  Norvège
- Langue originale : norvégien
- Genre : comédie
- Durée : 1 h 20
- Dates de sortie : 
  - Norvège : 23 septembre 2011
  - France : 2 janvier 2013

## Distribution
- Atle Antonsen : Truls Paulsen
- Linn Skåber : Sigrid Paulsen
- Ane Dahl Torp : Trine Kristine
- Harald Eia : Arne
- Bård Tufte Johansen : Knut
- Kåre Conradi : Stefan Ravndal
- Jon Øigarden : Marcus
- Steinar Sagen : Flemming
- Jan Sælid : Espen
- Anne Marit Jacobsen : Jill
- Ingar Helge Gimle : Gordon